# Axiale Chiralität

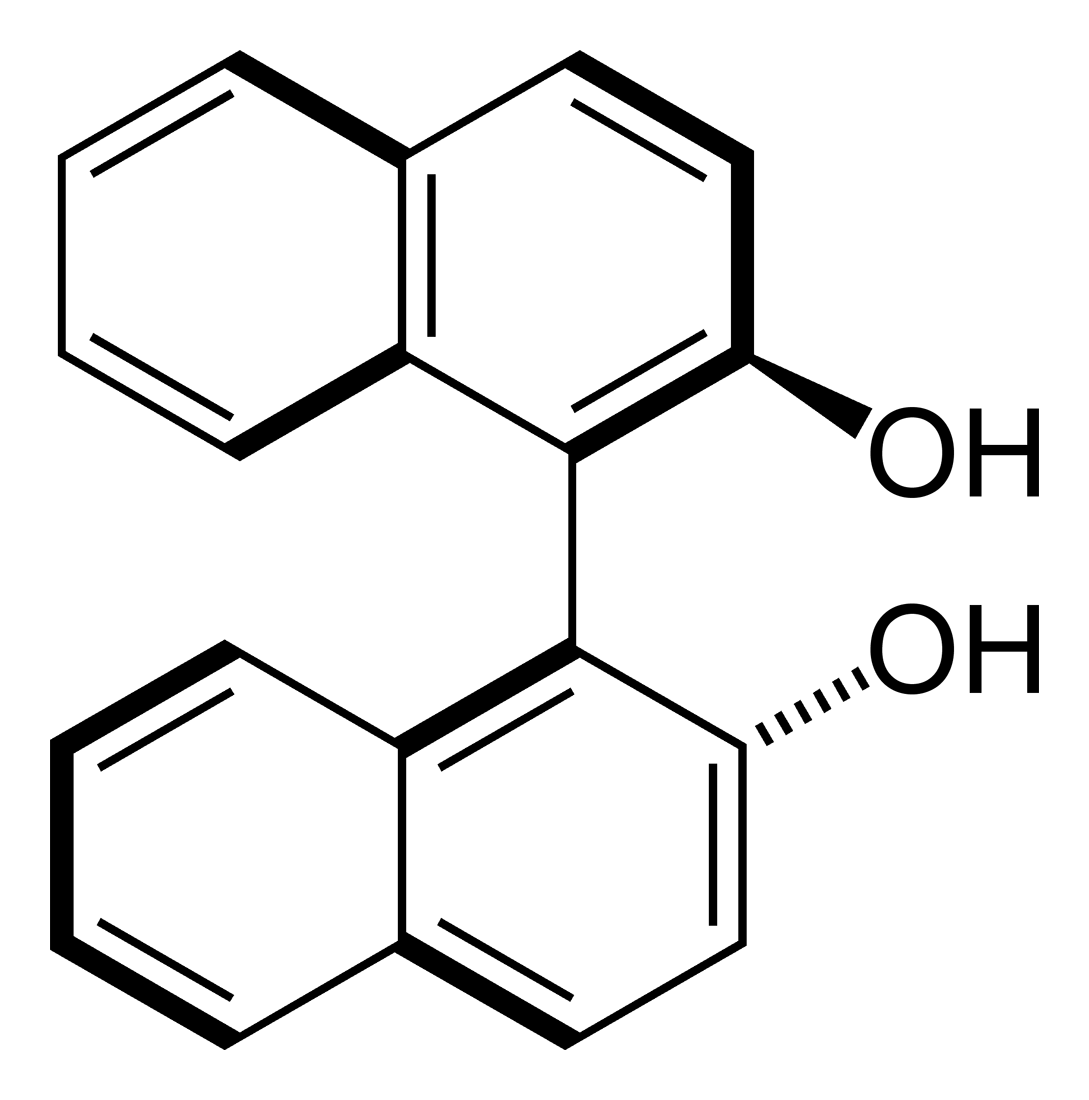
(R)-BINOL: Die Chiralitätsachse entspricht der Bindung zwischen den beiden Naphthylsystemen
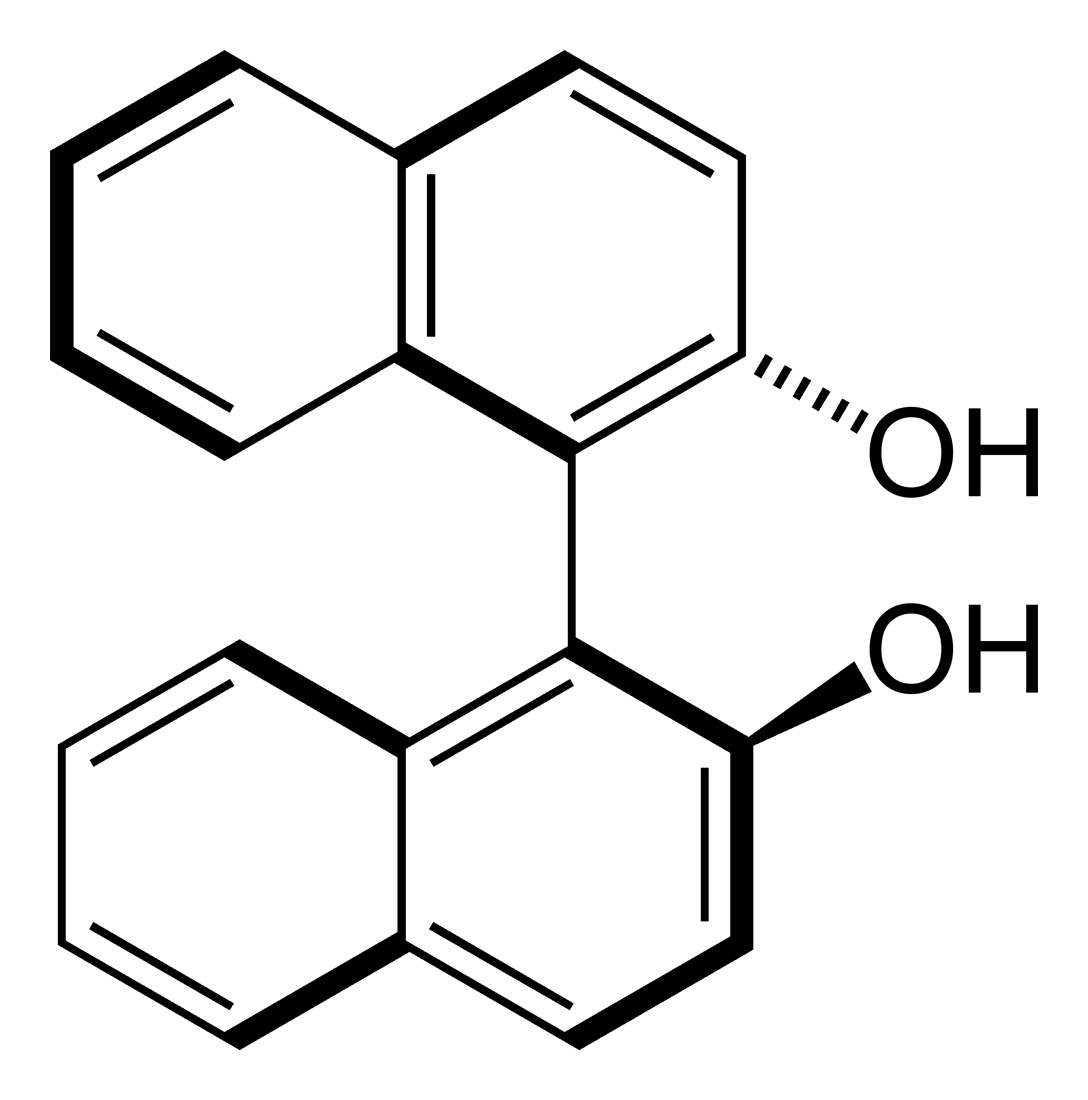
(S)-BINOL
(R)-(–)- trans-Cycloocten Andere Namen: (P)-(–)-trans-Cycloocten und (–)-(E)-Cycloocten
(S)-(+)- trans-Cycloocten Andere Namen: (M)-(+)-trans-Cycloocten und (+)-(E)-Cycloocten
(P)-Helizität
(M)-Helizität
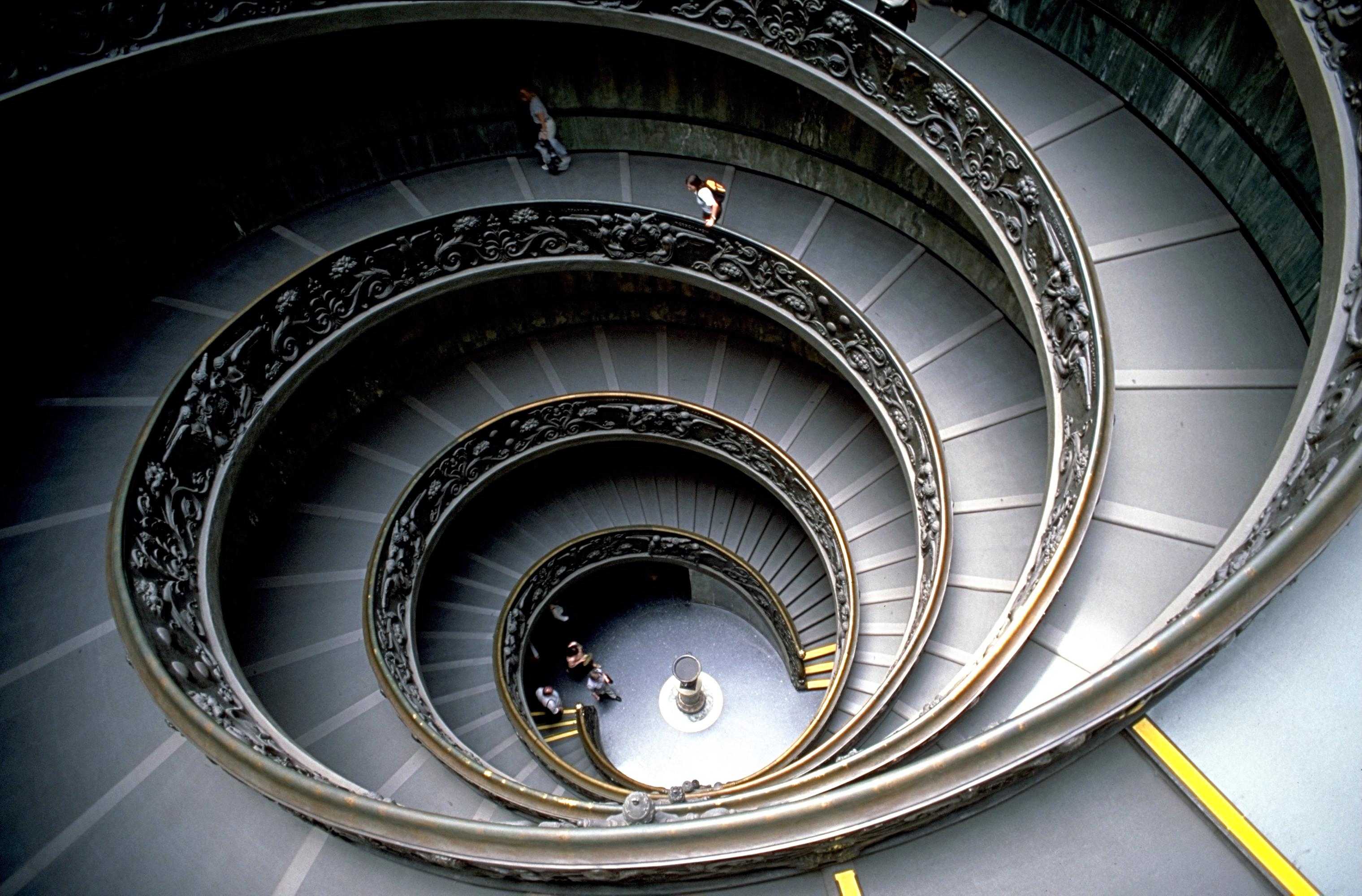
(P)-Helizität einer Wendeltreppe im Vatikan-Museum
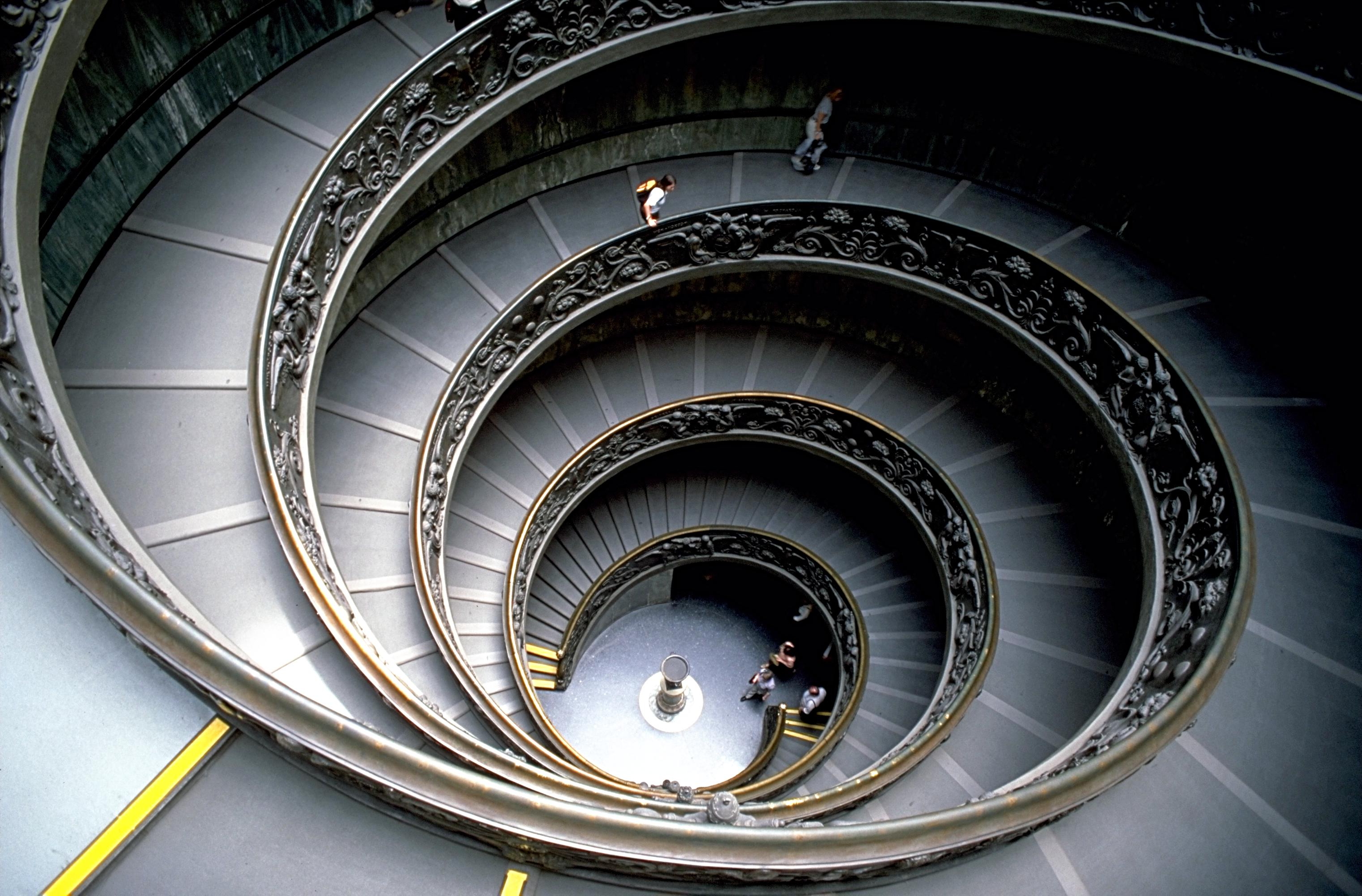
(M)-Helizität eines Spiegelbilds des Originals der Wendeltreppe im Vatikan-Museum

Axiale Chiralität ist in der Chemie ein Spezialfall der Chiralität, bei der das Molekül kein chirales Zentrum, sondern eine Chiralitätsachse aufweist.

## Vorkommen
Axiale Chiralität kommt bei atropisomeren Biarylsystemen vor, deren Rotation um die Aryl-Aryl-Bindung gehindert ist, sowie bei Dihydroanthracenon-Verbindungen. Die Erscheinung wurde 1922 zum ersten Mal bei der 6,6’-Dinitrodiphensäure nachgewiesen.
Des Weiteren weisen Allen-Verbindungen und Kumulene mit einer geraden Anzahl kumulierter Doppelbindungen bei unsymmetrischer Substitution axiale Chiralität auf (z. B. Propadien-Derivate). Spiroverbindungen können ebenfalls axiale Chiralität aufweisen.
Auch einige trans-Cycloalkene können axial-chiral sein, beispielsweise gibt es von trans-Cycloocten zwei Enantiomere. Allerdings ist die Klassifizierung als axial-chiral bei trans-Cycloalkenen umstritten.
Helicale Moleküle wie beispielsweise die Helicene sind axialchiral. Aufgrund sterischer Hinderung liegen die kondensierten Benzolringe schraubenförmig um eine Achse angeordnet und können nicht in ihr Spiegelbild übergehen. Diese Art der axialen Chiralität nennt man auch Helizität.
Beispiel für die axiale Chiralität bei gesättigten, polycyclischen Kohlenwasserstoffen ist das Trinorbornan.
Die Enantiomere axial-chiraler Verbindungen werden mit den stereochemischen Deskriptoren (R) und (S), in komplizierteren Fällen auch Ra und Sa gekennzeichnet, wobei der Index „a“ für „axial“ steht. Auch die Plus (P)-/ Minus (M)-Notation ist gebräuchlich.

## Anwendung
Axial-chirale Liganden mit C2-Symmetrie wie BINAP [2,2′-Bis(diphenylphosphino)-1,1′-binaphthyl] werden in der enantioselektiven homogenen Katalyse eingesetzt. Durch den Einsatz geeigneter Ring-Substituenten lassen sich die sterischen und elektronischen Effekte variieren.